# Torres de Arriba
Torres de Arriba es un lugar del municipio español de Valle de Valdebezana, perteneciente a la provincia de Burgos, en la comunidad autónoma de Castilla y León.

## Historia
Hacia mediados del siglo XIX, el lugar, por entonces perteneciente al municipio de Hoz de Arreba, tenía contabilizada una población de 38 habitantes. Aparece descrito en el cuarto volumen del Diccionario geográfico-estadístico-histórico de España y sus posesiones de Ultramar de Pascual Madoz con las siguientes palabras:

TORRES DE ARRIBA: l. en la prov., aud. terr., c. g. y dióc. de Búrgos (14 leg.), part. jud. de Sedano (5), ayunt. y merind. de Hoz de Arriba (1): sit. sobre un elevado cerro, le combaten comunmente los vientos del N.; su clima es frio, pero sano; las enfermedades mas conocidas son pulmonias y catarros. Tiene 14 casas y una igl. parr. (Santa Maria Magdalena), aneja de la de Torres de Abajo, servidas por un solo cura párroco. El térm. confina N. Montoto; E. Soncillo; S. Hoz de Arriba, y O. Torres de Abajo. El terreno es de mediana calidad, quebrado y de secano; la parte montañosa está poblada de encinas y hayas; contiene canteras de piedra. Los caminos son locales. El correo se recibe de Soncillo. prod.. cereales, legumbres y patatas; cria ganado de todas especies y caza menor. pobl.: 11 vec., 38 almas. cap. prod.: 129,400 rs. imp.: 13,137.
(Madoz, 1849, pp. 101-102)

El lugar, que en la actualidad pertenece al municipio de Valle de Valdebezana, no figura en el Nomenclátor del Instituto Nacional de Estadística.